# Practice – Die Anwälte/Episodenliste

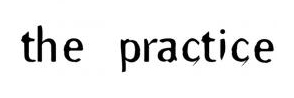
Logo zur Serie

Diese Episodenliste enthält alle Episoden der US-amerikanischen Dramaserie Practice – Die Anwälte, sortiert nach der US-amerikanischen Erstausstrahlung. Die Fernsehserie umfasst acht Staffeln mit insgesamt 168 Episoden.

## Übersicht
| Staffel | Episodenanzahl | Erstausstrahlung USA | Erstausstrahlung USA | Deutschsprachige Erstausstrahlung | Deutschsprachige Erstausstrahlung |
| Staffel | Episodenanzahl | Staffelpremiere      | Staffelfinale        | Staffelpremiere                   | Staffelfinale                     |
| ------- | -------------- | -------------------- | -------------------- | --------------------------------- | --------------------------------- |
| 1       | 6              | 4. März 1997         | 8. April 1997        | 5. Juni 2000                      | 13. Juni 2000                     |
| 2       | 28             | 20. September 1997   | 11. Mai 1998         | 26. Juni 2000                     | 24. Juli 2000                     |
| 3       | 23             | 27. September 1998   | 9. Mai 1999          | 25. Juli 2000                     | 24. August 2000                   |
| 4       | 22             | 26. September 1999   | 21. Mai 2000         | 25. August 2000                   | 25. September 2000                |
| 5       | 22             | 8. Oktober 2000      | 13. Mai 2001         | 19. Mai 2010                      | 6. Dezember 2010                  |
| 6       | 23             | 23. September 2001   | 19. Mai 2002         | 22. Juni 2010                     | 20. Juli 2010                     |
| 7       | 22             | 29. September 2002   | 5. Mai 2003          |                                   |                                   |
| 8       | 22             | 28. September 2003   | 16. Mai 2004         | 5. März 2010                      | 5. Juli 2011                      |

## Staffel 1
Die Erstausstrahlung der ersten Staffel war vom 4. März 1997 bis zum 8. April 1997 auf dem US-amerikanischen Fernsehsender ABC zu sehen. Die deutschsprachige Erstausstrahlung sendete der deutsche Sender ProSieben vom 5. Juni bis zum 13. Juni 2000.
| Nr. (ges.) | Nr. (St.) | Deutscher Titel         | Originaltitel   | Erstausstrahlung USA | Deutschsprachige Erstausstrahlung (D) | Regie            | Drehbuch        |
| ---------- | --------- | ----------------------- | --------------- | -------------------- | ------------------------------------- | ---------------- | --------------- |
| 1          | 1         | Ein unschuldiger Mensch | Pilot           | 4. März 1997         | 5. Juni 2000                          | Mick Jackson     | David E. Kelley |
| 2          | 2         | Robin Hood junior       | Part II         | 11. März 1997        | 6. Juni 2000                          | Michael Pressman | David E. Kelley |
| 3          | 3         | Kredit mit Folgen       | Trial and Error | 18. März 1997        | 7. Juni 2000                          | Rick Rosenthal   | David E. Kelley |
| 4          | 4         | Die moralischere Lösung | Part IV         | 25. März 1997        | 8. Juni 2000                          | James Frawley    | David E. Kelley |
| 5          | 5         | Schwarz, großer Kopf    | Part V          | 1. Apr. 1997         | 9. Juni 2000                          | Michael Schultz  | David E. Kelley |
| 6          | 6         | Der Tod eines Mörders   | Part VI         | 8. Apr. 1997         | 13. Juni 2000                         | Dennie Gordon    | David E. Kelley |

## Staffel 2
Die Erstausstrahlung der zweiten Staffel war vom 20. September 1997 bis zum 11. Mai 1998 auf dem US-amerikanischen Fernsehsender ABC zu sehen. Die deutschsprachige Erstausstrahlung sendete der deutsche Sender ProSieben vom 14. Juni bis zum 24. Juli 2000.
| Nr. (ges.) | Nr. (St.) | Deutscher Titel               | Originaltitel                        | Erstausstrahlung USA | Deutschsprachige Erstausstrahlung (D) | Regie            | Drehbuch                                                         |
| ---------- | --------- | ----------------------------- | ------------------------------------ | -------------------- | ------------------------------------- | ---------------- | ---------------------------------------------------------------- |
| 7          | 1         | Fünf Schüsse Notwehr          | Reasonable Doubts                    | 20. Sep. 1997        | 26. Juni 2000                         | Michael Pressman | David E. Kelley                                                  |
| 5          | 2         | Die Fackel der Wahrheit       | Betrayal                             | 23. Sep. 1997        | 27. Juni 2000                         | Thomas Schlamme  | David E. Kelley                                                  |
| 9          | 3         | Eine gute Tat?                | The Blessing                         | 27. Sep. 1997        | 28. Juni 2000                         | Lee Bonner       | David E. Kelley                                                  |
| 10         | 4         | Jimmy und der Hundebiss       | Dog Bite                             | 4. Okt. 1997         | 14. Juni 2000                         | Steve Miner      | David E. Kelley & David Shore                                    |
| 11         | 5         | Ein fragwürdiger Auftritt     | First Degree (1)                     | 11. Okt. 1997        | 15. Juni 2000                         | Joe Napolitano   | David E. Kelley, Michael R. Perry, Stephen Gaghan & Alexis Ganya |
| 12         | 6         | Hemmungslos                   | Sex, Lies And Monkeys (2)            | 18. Okt. 1997        | 16. Juni 2000                         | Lee Bonner       | David E. Kelley, Ed Redlich, Stephen Gaghan & Michael R. Perry   |
| 13         | 7         | Entscheidung mit dem Messer   | Search And Seizure                   | 25. Okt. 1997        | 29. Juni 2000                         | Michael Schultz  | David E. Kelley                                                  |
| 14         | 8         | Mittel zum Zweck              | The Means                            | 8. Nov. 1997         | 30. Juni 2000                         | Oz Scott         | Todd Ellis Kessler                                               |
| 15         | 9         | Die tapfere Soldatin          | Save the Mule                        | 15. Nov. 1997        | 3. Juli 2000                          | John Patterson   | Ed Redlich & Andrew Smith                                        |
| 16         | 10        | Achtzehn Stunden              | Spirit of America                    | 22. Nov. 1997        | 4. Juli 2000                          | Michael Schultz  | Ed Redlich                                                       |
| 17         | 11        | Die Raymond Ozz Show          | Hide And Seek                        | 13. Dez. 1997        | 21. Juni 2000                         | Oz Scott         | David E. Kelley & David Shore                                    |
| 18         | 12        | In Teufels Küche              | Race with the Devil                  | 20. Dez. 1997        | 19. Juni 2000                         | David Hugh Jones | B.J. White, Joseph Telushkin & Allen Estrin                      |
| 19         | 13        | Die Heiligkeit der Ehe...     | The Civil Right                      | 29. Nov. 1997        | 20. Juni 2000                         | Steve Miner      | David E. Kelley                                                  |
| 20         | 14        | Die Madentherapie             | The Pursuit of Dignity               | 3. Jan. 1998         | 23. Juni 2000                         | Michael Schultz  | David E. Kelley                                                  |
| 21         | 15        | Die Antwort im Kopf           | Line of Duty                         | 5. Jan. 1998         | 5. Juli 2000                          | Robert Mandel    | David E. Kelley                                                  |
| 22         | 16        | Die einzige Zeugin            | Truth and Consequences               | 12. Jan. 1998        | 6. Juli 2000                          | Stephen Cragg    | David E. Kelley, Joseph Telushkin & Allen Estrin                 |
| 23         | 17        | Unter Strom                   | Burden of Proof                      | 19. Jan. 1998        | 7. Juli 2000                          | Daniel Attias    | David E. Kelley                                                  |
| 24         | 18        | Mord vor der Kamera?          | Ties that Bind                       | 2. Feb. 1998         | 10. Juli 2000                         | Mel Damski       | David E. Kelley & Larry Mollin                                   |
| 25         | 19        | Das Schwein im Finanzamt      | The Trial (1)                        | 9. Feb. 1998         | 11. Juli 2000                         | Dennie Gordon    | David E. Kelley                                                  |
| 26         | 20        | Totes Rot                     | Cloudy with a Chance of Membranes(2) | 16. Feb. 1998        | 12. Juli 2000                         | Dennie Gordon    | David E. Kelley                                                  |
| 27         | 21        | Dreimal spülen                | In Deep                              | 2. März 1998         | 13. Juli 2000                         | Oz Scott         | David E. Kelley                                                  |
| 28         | 22        | Schon wieder Joey             | Another Day                          | 9. März 1998         | 14. Juli 2000                         | Arvin Brown      | David E. Kelley                                                  |
| 29         | 23        | Der Mörder lacht              | Checkmate                            | 16. März 1998        | 17. Juli 2000                         | Adam Nimoy       | David E. Kelley                                                  |
| 30         | 24        | Von Ratten und Menschen       | Trees in the Forest                  | 30. März 1998        | 18. Juli 2000                         | Dwight Little    | David E. Kelley & Frank Renzulli                                 |
| 31         | 25        | Menschlichkeit für den Affen! | Food Chains                          | 6. Apr. 1998         | 19. Juli 2000                         | Stephen Cragg    | Ed Redlich & David E. Kelley                                     |
| 32         | 26        | Der Paukenschlag              | Axe Murderer (2)                     | 27. Apr. 1998        | 20. Juli 2000                         | Dennis Smith     | David E. Kelley & Todd Ellis Kessler                             |
| 33         | 27        | Das Geheimnis des Father Ryan | Duty Bound                           | 4. Mai 1998          | 21. Juli 2000                         | Elodie Keene     | David E. Kelley                                                  |
| 34         | 28        | Mord mit dreizehn             | Rhyme and Reason                     | 11. Mai 1998         | 24. Juli 2000                         | Jesus Trevino    | David E. Kelley                                                  |

## Staffel 3
Die Erstausstrahlung der dritten Staffel war vom 27. September 1998 bis zum 9. Mai 1999 auf dem US-amerikanischen Fernsehsender ABC zu sehen. Die deutschsprachige Erstausstrahlung sendete der deutsche Sender ProSieben vom 25. Juli bis zum 24. August 2000.
| Nr. (ges.) | Nr. (St.) | Deutscher Titel             | Originaltitel                      | Erstausstrahlung USA | Deutschsprachige Erstausstrahlung (D) | Regie                          | Drehbuch                                              |
| ---------- | --------- | --------------------------- | ---------------------------------- | -------------------- | ------------------------------------- | ------------------------------ | ----------------------------------------------------- |
| 35         | 1         | Einer muss büßen            | Passing Go                         | 27. Sep. 1998        | 25. Juli 2000                         | Dennis Smith & Michael Schultz | David E. Kelley                                       |
| 36         | 2         | Zeuge mit vier              | Reasons To Believe                 | 4. Okt. 1998         | 26. Juli 2000                         | Jace Alexander                 | David E. Kelley                                       |
| 37         | 3         | Ein schönes Hobby           | Body Count                         | 11. Okt. 1998        | 27. Juli 2000                         | Oz Scott                       | David E. Kelley                                       |
| 38         | 4         | Das Urteil                  | The Defenders                      | 18. Okt. 1998        | 28. Juli 2000                         | Dwight Little                  | David E. Kelley                                       |
| 39         | 5         | Eine erwünschte Niederlage  | The Battlefield                    | 25. Okt. 1998        | 31. Juli 2000                         | Alex Graves                    | David E. Kelley                                       |
| 40         | 6         | Plan B                      | One Of Those Days                  | 8. Nov. 1998         | 1. Aug. 2000                          | Dwight Little                  | David E. Kelley                                       |
| 41         | 7         | Kein Scheck für Tommy Silva | Trench Work                        | 15. Nov. 1998        | 2. Aug. 2000                          | Oz Scott                       | David E. Kelley                                       |
| 42         | 8         | Eingeschworen               | Swearing In                        | 29. Nov. 1998        | 3. Aug. 2000                          | Dennis Smith                   | David E. Kelley & Alfonso H. Moreno                   |
| 43         | 9         | Nur ein Kuss                | State Of Mind                      | 6. Dez. 1998         | 4. Aug. 2000                          | Adam Nimoy                     | David E. Kelley & Jill Goldsmith                      |
| 44         | 10        | Alles oder nichts           | Love And Honor                     | 13. Dez. 1998        | 7. Aug. 2000                          | Arvin Brown                    | David E. Kelley                                       |
| 45         | 11        | Alles Politik               | Split Decisions                    | 3. Jan. 1999         | 8. Aug. 2000                          | Michael Schultz                | David E. Kelley                                       |
| 46         | 12        | Am Rande der Legalität      | A Day In The Life                  | 10. Jan. 1999        | 9. Aug. 2000                          | Martha Mitchell                | David E. Kelley & Jill Goldsmith                      |
| 47         | 13        | Ein Traum von Anwalt        | Judge And Jury                     | 17. Jan. 1999        | 10. Aug. 2000                         | Allan Arkush                   | David E. Kelley                                       |
| 48         | 14        | Schmierentheater            | Of Human Bondage                   | 7. Feb. 1999         | 11. Aug. 2000                         | Dwight Little                  | David E. Kelley, Catherine Stribling & Jill Goldsmith |
| 49         | 15        | Botschaft an die Kakerlaken | Lawyers, Reporters And Cockroaches | 21. Feb. 1999        | 14. Aug. 2000                         | Dennie Gordon                  | David E. Kelley                                       |
| 50         | 16        | Allein mit der Richterin    | End Games                          | 28. Feb. 1999        | 15. Aug. 2000                         | Keith Samples                  | David E. Kelley                                       |
| 51         | 17        | Der Waffenfall              | Target Practice                    | 7. März 1999         | 16. Aug. 2000                         | John Patterson                 | Cindy Lichtman & Alfonso H. Moreno                    |
| 52         | 18        | Zwischen Vater und Mutter   | Crossfire                          | 14. März 1999        | 17. Aug. 2000                         | Dennis Smith                   | David E. Kelley, Jill Goldsmith & Alfonso H. Moreno   |
| 53         | 19        | Tod einer Nonne             | Closet Justice                     | 28. März 1999        | 18. Aug. 2000                         | Alex Graves                    | David E. Kelley                                       |
| 54         | 20        | Hosen runter!               | Home Invasions                     | 18. Apr. 1999        | 21. Aug. 2000                         | Jeannot Szwarc                 | Jill Goldsmith & Alfonso H. Moreno                    |
| 55         | 21        | Die Brutstätte              | Infected                           | 25. Apr. 1999        | 22. Aug. 2000                         | Dylan McDermott                | David E. Kelley                                       |
| 56         | 22        | Aussage gegen Aussage       | Do Unto Others                     | 2. Mai 1999          | 23. Aug. 2000                         | Mel Damski                     | David E. Kelley                                       |
| 57         | 23        | Glück im Unglück            | Happily Ever After                 | 9. Mai 1999          | 24. Aug. 2000                         | Dwight Little                  | David E. Kelley                                       |

## Staffel 4
Die Erstausstrahlung der vierten Staffel war vom 26. September 1999 bis zum 21. Mai 2000 auf dem US-amerikanischen Fernsehsender ABC zu sehen. Die deutschsprachige Erstausstrahlung sendete der deutsche Sender ProSieben vom 25. August bis zum 25. September 2000.
| Nr. (ges.) | Nr. (St.) | Deutscher Titel             | Originaltitel             | Erstausstrahlung USA | Deutschsprachige Erstausstrahlung (D) | Regie                        | Drehbuch                                                    |
| ---------- | --------- | --------------------------- | ------------------------- | -------------------- | ------------------------------------- | ---------------------------- | ----------------------------------------------------------- |
| 58         | 1         | Spaß mit Kakerlaken         | Free Dental               | 26. Sep. 1999        | 25. Aug. 2000                         | Arvin Brown                  | David E. Kelley                                             |
| 59         | 2         | Das perfekte Verbrechen?    | Boston Confidential       | 3. Okt. 1999         | 28. Aug. 2000                         | Alex Graves                  | David E. Kelley                                             |
| 60         | 3         | Spiel mit dem Tod           | Loser’s Keepers           | 10. Okt. 1999        | 29. Aug. 2000                         | Dennis Smith                 | David E. Kelley & Christopher Mack                          |
| 61         | 4         | Ein Riesending              | Legacy (1)                | 17. Okt. 1999        | 30. Aug. 2000                         | Dennie Gordon                | David E. Kelley, Todd Ellis Kessler & Jill Goldsmith        |
| 62         | 5         | Der große Oz                | Oz (2)                    | 24. Okt. 1999        | 31. Aug. 2000                         | Michael Zinberg              | David E. Kelley                                             |
| 63         | 6         | Das Kleid meiner Mutter     | Marooned                  | 7. Nov. 1999         | 1. Sep. 2000                          | Jeannot Szwarc               | David E. Kelley & Todd Ellis Kessler                        |
| 64         | 7         | Ein Opfer schlägt zurück    | Victimless Crimes         | 14. Nov. 1999        | 4. Sep. 2000                          | James Frawley                | David E. Kelley & Samantha Howard Corbin                    |
| 65         | 8         | Der Summer                  | Committed                 | 21. Nov. 1999        | 5. Sep. 2000                          | Arvin Brown                  | David E. Kelley & Todd Ellis Kessler                        |
| 66         | 9         | Vollgas                     | Bay Of Pigs               | 28. Nov. 1999        | 6. Sep. 2000                          | Oz Scott                     | David E. Kelley                                             |
| 67         | 10        | Eine lange Geschichte       | Day In Court              | 12. Dez. 1999        | 7. Sep. 2000                          | Dennis Smith                 | David E. Kelley                                             |
| 68         | 11        | Privatrache                 | Blowing Smoke             | 9. Jan. 2000         | 8. Sep. 2000                          | Jeannot Szwarc               | David E. Kelley & Samantha Howard Corbin                    |
| 69         | 12        | Willkommen in Kalifornien!  | New Evidence (1)          | 30. Jan. 2000        | 11. Sep. 2000                         | Michael Zinberg              | David E. Kelley                                             |
| 70         | 13        | In letzter Minute           | Hammerhead Sharks (2)     | 6. Feb. 2000         | 12. Sep. 2000                         | Dwight Little & Dennis Smith | David E. Kelley                                             |
| 71         | 14        | Die letzten Kreuzritter     | Checkmates                | 13. Feb. 2000        | 13. Sep. 2000                         | Andy Wolk                    | David E. Kelley, Alfonso H. Moreno & Jill Goldsmith         |
| 72         | 15        | Zwei Fälle, zwei Deals      | Race Ipsa Loquitor        | 20. Feb. 2000        | 14. Sep. 2000                         | Alex Graves                  | David E. Kelley                                             |
| 73         | 16        | Tag der Abrechnung          | Settling                  | 12. März 2000        | 15. Sep. 2000                         | Arvin Brown                  | Todd Ellis Kessler                                          |
| 74         | 17        | Die schwarze Witwe          | Black Widows              | 23. Apr. 2000        | 18. Sep. 2000                         | Mel Damski                   | David E. Kelley                                             |
| 75         | 18        | Todesurteile                | Death Penalties           | 9. Apr. 2000         | 19. Sep. 2000                         | Keith Samples                | David E. Kelley                                             |
| 76         | 19        | Siebzehn Tage               | Till Death Do Us Part (1) | 30. Apr. 2000        | 20. Sep. 2000                         | Duane Clark                  | David E. Kelley, Alfonso H. Moreno, Adam Armus & Kay Foster |
| 77         | 20        | Der Todeskandidat           | Liberty Bells (2)         | 7. Mai 2000          | 21. Sep. 2000                         | Michael Schultz              | David E. Kelley & Alfonso H. Moreno                         |
| 78         | 21        | Ein ausgemachter Dreckskerl | The Honorable Man         | 14. Mai 2000         | 22. Sep. 2000                         | Dennis Smith                 | David E. Kelley                                             |
| 79         | 22        | Zweimal lebenslänglich      | Life Sentence             | 21. Mai 2000         | 25. Sep. 2000                         | Michael Zinberg              | David E. Kelley                                             |

## Staffel 5
Die Erstausstrahlung der fünften Staffel war vom 8. Oktober 2000 bis zum 13. Mai 2001 auf dem US-amerikanischen Fernsehsender ABC zu sehen. Die deutschsprachige Erstausstrahlung sendete der Sender FOX Channel vom 19. Mai bis zum 6. Dezember 2010.
| Nr. (ges.) | Nr. (St.) | Deutscher Titel                  | Originaltitel               | Erstausstrahlung USA | Deutschsprachige Erstausstrahlung (D) | Regie               | Drehbuch                                                |
| ---------- | --------- | -------------------------------- | --------------------------- | -------------------- | ------------------------------------- | ------------------- | ------------------------------------------------------- |
| 80         | 1         | Gut vorbereitet                  | Summary Judgments           | 8. Okt. 2000         | 19. Mai 2010                          | Arvin Brown         | David E. Kelley                                         |
| 81         | 2         | Nicht der beste Tag              | Germ Warfare                | 15. Okt. 2000        | 20. Mai 2010                          | Duane Clark         | David E. Kelley                                         |
| 82         | 3         | Anwalt oder Mutter?              | Officers Of The Court       | 22. Okt. 2000        | 21. Mai 2010                          | Jeannot Szwarc      | David E. Kelley & Peter Blake                           |
| 83         | 4         | Ein Test, ein Buch               | Appeal And Denial           | 29. Okt. 2000        | 24. Mai 2010                          | Dennis Smith        | David E. Kelley & Lukas Reiter                          |
| 84         | 5         | Der Märchenonkel                 | We Hold These Truths...     | 5. Nov. 2000         | 25. Mai 2010                          | Duane Clark         | David E. Kelley                                         |
| 85         | 6         | Begründete Zweifel               | Show And Tell               | 12. Nov. 2000        | 26. Mai 2010                          | Alex Graves         | David E. Kelley                                         |
| 86         | 7         | Der schlechteste Anwalt der Welt | Brothers’ Keepers           | 19. Nov. 2000        | 27. Mai 2010                          | Arvin Brown         | David E. Kelley & Alfonso H. Moreno                     |
| 87         | 8         | Schach mit Mister Hinks          | Mr. Hinks Goes To Town      | 26. Nov. 2000        | 28. Mai 2010                          | Jeannot Szwarc      | David E. Kelley                                         |
| 88         | 9         | Ein blondes Haar                 | The Deal                    | 10. Dez. 2000        | 31. Mai 2010                          | Daniel Attias       | David E. Kelley & Peter Blake                           |
| 89         | 10        | Der Schattenanwalt               | Friends And Ex-Lovers       | 17. Dez. 2000        | 17. Nov. 2010                         | Michael Zinberg     | David E. Kelley & Lukas Reiter                          |
| 90         | 11        | Der Tag wird kommen...           | An Early Frost              | 7. Jan. 2001         | 19. Nov. 2010                         | Christina M. Musrey | David E. Kelley                                         |
| 91         | 12        | Ein kühler Kopf                  | Payback                     | 14. Jan. 2001        | 23. Nov. 2010                         | Andy Wolk           | David E. Kelley & Marc Guggenheim                       |
| 92         | 13        | Der letzte Lacher                | The Thin Line               | 4. Feb. 2001         | 24. Nov. 2010                         | Dennis Smith        | David E. Kelley & Lynne E. Litt                         |
| 93         | 14        | Verrückte Welt                   | The Day After               | 11. Feb. 2001        | 25. Nov. 2010                         | Alex Graves         | David E. Kelley                                         |
| 94         | 15        | Genug geschlafen                 | Awakenings                  | 18. Feb. 2001        | 25. Nov. 2010                         | Charles McClelland  | David E. Kelley & Lukas Reiter                          |
| 95         | 16        | Der Fall Amanda                  | Gideon’s Crossover          | 11. März 2001        | 25. Nov. 2010                         | Michael Schultz     | David E. Kelley, Peter Blake & Lynne E. Litt            |
| 96         | 17        | Geliebte Töchter                 | What Child Is This?         | 18. März 2001        | 26. Nov. 2010                         | Steve Gomer         | David E. Kelley & Lynne E. Litt                         |
| 97         | 18        | Das Geständnis                   | The Confession              | 1. Apr. 2001         | 30. Nov. 2010                         | Andy Wolk           | David E. Kelley & Lukas Reiter                          |
| 98         | 19        | Flugzeug nach Kolumbien          | Home Of The Brave           | 22. Apr. 2001        | 30. Nov. 2010                         | Keith Samples       | David E. Kelley, Lynne E. Litt, Adam Armus & Kay Foster |
| 99         | 20        | Harland der Held                 | The Case Of Harland Bassett | 29. Apr. 2001        | 5. Dez. 2010                          | Daniel Attias       | Alfonso H. Moreno & Peter Blake                         |
| 100        | 21        | Ein widerlicher Mandant          | Poor Richard’s Almanac      | 6. Mai 2001          | 6. Dez. 2010                          | Jeannot Szwarc      | Jill Goldsmith, Lukas Reiter & Jill Shapiro             |
| 101        | 22        | Abschied von Richard             | Public Servants             | 13. Mai 2001         | 17. Juni 2010                         | Dennis Smith        | David E. Kelley                                         |

## Staffel 6
Die Erstausstrahlung der sechsten Staffel war vom 23. September 2001 bis zum 19. Mai 2002 auf dem US-amerikanischen Fernsehsender ABC zu sehen. Die deutschsprachige Erstausstrahlung sendete der Sender FOX Channel vom 22. Juni bis zum 20. Juli 2010.
| Nr. (ges.) | Nr. (St.) | Deutscher Titel           | Originaltitel              | Erstausstrahlung USA | Deutschsprachige Erstausstrahlung (D) | Regie               | Drehbuch                       |
| ---------- | --------- | ------------------------- | -------------------------- | -------------------- | ------------------------------------- | ------------------- | ------------------------------ |
| 102        | 1         | Der Schein trügt – Teil 1 | The Candidate (1)          | 23. Sep. 2001        | 25. Juni 2010                         | Jeannot Szwarc      | David E. Kelley                |
| 103        | 2         | Der Schein trügt – Teil 2 | The Candidate (2)          | 23. Sep. 2001        | 28. Juni 2010                         | Jeannot Szwarc      | David E. Kelley                |
| 104        | 3         | Die verbotene Frucht      | Killing Time               | 30. Sep. 2001        | 22. Juni 2010                         | Daniel Attias       | Peter Blake                    |
| 105        | 4         | Lügen und Spiele          | Liar’s Poker               | 7. Okt. 2001         | 23. Juni 2010                         | Dwight Little       | Gardner Stern & Lukas Reiter   |
| 106        | 5         | Ein todsicherer Tipp      | Vanished (1)               | 14. Okt. 2001        | 24. Juni 2010                         | Arvin Brown         | Crystal Nix Hines              |
| 107        | 6         | Die lachende Dritte       | Vanished (2)               | 21. Okt. 2001        | 18. Juni 2010                         | Duane Clark         | Gardner Stern                  |
| 108        | 7         | Ehre und Gewissen         | Honor Code                 | 18. Nov. 2001        | 21. Juni 2010                         | Jeannot Szwarc      | David E. Kelley & Lukas Reiter |
| 109        | 8         | Ein Mann, der Wort hält   | Suffer The Little Children | 25. Nov. 2001        | 29. Juni 2010                         | Dennis Smith        | Lynne E. Litt & James Solomon  |
| 110        | 9         | Gefährliche Liebschaften  | Dangerous Liaisons         | 2. Dez. 2001         | 30. Juni 2010                         | Andy Wolk           | David E. Kelley                |
| 111        | 10        | Kriegsrecht               | Inter Arma Silent Leges    | 9. Dez. 2001         | 1. Juli 2010                          | David Semel         | Lukas Reiter                   |
| 112        | 11        | Beichtgeheimnis           | Eyewitness                 | 6. Jan. 2002         | 2. Juli 2010                          | Duane Clark         | David E. Kelley & Peter Blake  |
| 113        | 12        | Gestohlene Jahre          | The Test                   | 13. Jan. 2002        | 5. Juli 2010                          | Christina M. Musrey | Lukas Reiter                   |
| 114        | 13        | In eigener Sache          | Pro Se                     | 10. Feb. 2002        | 6. Juli 2010                          | Michael Zinberg     | Jonathan Shapiro               |
| 115        | 14        | Ein schwarzer Tag         | Judge Knot                 | 17. Feb. 2002        | 9. Juli 2010                          | Dennie Gordon       | Jeff Rake                      |
| 116        | 15        | Wenn Superman fliegt      | Man And Superman           | 24. Feb. 2002        | 8. Juli 2010                          | Jeannot Szwarc      | Lukas Reiter                   |
| 117        | 16        | Die Nacht mit Mitchell    | M. Premie Unplugged        | 10. März 2002        | 9. Juli 2010                          | Dennis Smith        | John Tinker                    |
| 118        | 17        | Philly in Not             | Manifest Necessity         | 14. März 2002        | 12. Juli 2010                         | Christina M. Musrey | Peter Blake                    |
| 119        | 18        | Der Brandstifter          | Fire Proof                 | 7. Apr. 2002         | 13. Juli 2010                         | Andy Wolk           | Jonathan Shapiro               |
| 120        | 19        | Joeys Comeback            | The Return Of Joey Heric   | 14. Apr. 2002        | 14. Juli 2010                         | Dwight Little       | David E. Kelley                |
| 121        | 20        | Hannibal                  | Eat And Run                | 5. Mai 2002          | 15. Juli 2010                         | Dennis Smith        | David E. Kelley                |
| 122        | 21        | Der böse Zwilling         | Evil-Doers                 | 12. Mai 2002         | 16. Juli 2010                         | Andy Wolk           | David E. Kelley                |
| 123        | 22        | Ein Toter auf Urlaub      | This Pud’s For You         | 19. Mai 2002         | 19. Juli 2010                         | Jeannot Szwarc      | David E. Kelley                |
| 124        | 23        | In einer anderen Welt?    | The Verdict                | 19. Mai 2002         | 20. Juli 2010                         | Dennis Smith        | David E. Kelley                |

## Staffel 7
Die Erstausstrahlung der siebten Staffel war vom 29. September 2002 bis zum 5. Mai 2003 auf dem US-amerikanischen Fernsehsender ABC zu sehen. Eine deutschsprachige Erstausstrahlung wurde noch nicht gesendet.
| Nr. (ges.) | Nr. (St.) | Deutscher Titel | Originaltitel                  | Erstausstrahlung USA | Deutschsprachige Erstausstrahlung (D) | Regie               | Drehbuch                                   |
| ---------- | --------- | --------------- | ------------------------------ | -------------------- | ------------------------------------- | ------------------- | ------------------------------------------ |
| 125        | 1         | —               | Privilege                      | 29. Sep. 2002        | —                                     | Dennis Smith        | David E. Kelley                            |
| 126        | 2         | —               | Convictions                    | 6. Okt. 2002         | —                                     | Christina M. Musrey | David E. Kelley                            |
| 127        | 3         | —               | Of Thee I Sing                 | 13. Okt. 2002        | —                                     | Michael Zinberg     | David E. Kelley                            |
| 128        | 4         | —               | The Cradle Will Rock           | 20. Okt. 2002        | —                                     | Jeannot Szwarc      | David E. Kelley                            |
| 129        | 5         | —               | Neighboring Species            | 3. Nov. 2002         | —                                     | Dennis Smith        | David E. Kelley                            |
| 130        | 6         | —               | The Telltale Nation            | 10. Nov. 2002        | —                                     | Duane Clark         | David E. Kelley                            |
| 131        | 7         | —               | Small Sacrifices               | 17. Nov. 2002        | —                                     | Christina M. Musrey | David E. Kelley                            |
| 132        | 8         | —               | Bad To Worse                   | 1. Dez. 2002         | —                                     | Jeannot Szwarc      | David E. Kelley                            |
| 133        | 9         | —               | The Good Fight                 | 8. Dez. 2002         | —                                     | Dwight Little       | Jonathan Shapiro                           |
| 134        | 10        | —               | Silent Partners                | 15. Dez. 2002        | —                                     | Dennis Smith        | Lukas Reiter                               |
| 135        | 11        | —               | Down The Hatch (1)             | 27. Jan. 2003        | —                                     | Christina M. Musrey | David E. Kelley                            |
| 136        | 12        | —               | Final Judgment (2)             | 3. Feb. 2003         | —                                     | Andy Wolk           | David E. Kelley                            |
| 137        | 13        | —               | Character Evidence             | 10. Feb. 2003        | —                                     | Jeannot Szwarc      | David E. Kelley                            |
| 138        | 14        | —               | The Making Of A Trial Attorney | 3. März 2003         | —                                     | Arvin Brown         | David E. Kelley                            |
| 139        | 15        | —               | Choirboys (1)                  | 10. März 2003        | —                                     | Duane Clark         | David E. Kelley                            |
| 140        | 16        | —               | Special Deliveries (2)         | 24. März 2003        | —                                     | Rod Hardy           | David E. Kelley                            |
| 141        | 17        | —               | Burnout                        | 24. März 2003        | —                                     | Christina M. Musrey | David E. Kelley                            |
| 142        | 18        | —               | Capitol Crimes                 | 31. März 2003        | —                                     | Joseph Berger-Davis | David E. Kelley & Lukas Reiter             |
| 143        | 19        | —               | Les Is More                    | 7. Apr. 2003         | —                                     | Dennis Smith        | David E. Kelley                            |
| 144        | 20        | —               | Heroes And Villians            | 21. Apr. 2003        | —                                     | LisaGay Hamilton    | David E. Kelley                            |
| 145        | 21        | —               | Baby Love (1)                  | 5. Mai 2003          | —                                     | Jeannot Szwarc      | David E. Kelley, Bill Chais & Pamela Wisne |
| 146        | 22        | —               | Goodbye (2)                    | 5. Mai 2003          | —                                     | Michael Zinberg     | David E. Kelley & Peter Blake              |

## Staffel 8
Die Erstausstrahlung der achten Staffel war vom 28. September 2003 bis zum 16. Mai 2004 auf dem US-amerikanischen Fernsehsender ABC zu sehen. Die deutschsprachige Erstausstrahlung der ersten 13 Folgen sendetes der deutsche Sender Kabel eins vom 5. März bis zum 4. Juni 2010. Die restlichen neun Folgen sendete der Sender 9Live vom 27. Juni 2011 bis zum 5. Juli 2011.
| Nr. (ges.) | Nr. (St.) | Deutscher Titel      | Originaltitel                   | Erstausstrahlung USA | Deutschsprachige Erstausstrahlung (D) | Regie               | Drehbuch                         |
| ---------- | --------- | -------------------- | ------------------------------- | -------------------- | ------------------------------------- | ------------------- | -------------------------------- |
| 147        | 1         | Im Namen des Volkes  | We The People                   | 28. Sep. 2003        | 5. März 2010                          | Dennis Smith        | David E. Kelley                  |
| 148        | 2         | Die seltsame Heilige | The Chosen (1)                  | 5. Okt. 2003         | 12. März 2010                         | Leslie Libman       | David E. Kelley                  |
| 149        | 3         | Ans Messer geliefert | Cause Of Action (2)             | 12. Okt. 2003        | 19. März 2010                         | Christina M. Musrey | David E. Kelley                  |
| 150        | 4         | Der Kopf an der Wand | Blessed Are They (3)            | 19. Okt. 2003        | 26. März 2010                         | Simon Curtis        | David E. Kelley                  |
| 151        | 5         | Der erste Schritt    | The Heat Of Passion (1)         | 26. Okt. 2003        | 9. Apr. 2010                          | Nick Gomez          | David E. Kelley & Lukas Reiter   |
| 152        | 6         | Schwarz und Weiß     | The Lonely People (2)           | 2. Nov. 2003         | 16. Apr. 2010                         | Christina M. Musrey | David E. Kelley & Lukas Reiter   |
| 153        | 7         | Only the Lonely      | Rape Shield                     | 9. Nov. 2003         | 23. Apr. 2010                         | Jeannot Szwarc      | David E. Kelley                  |
| 154        | 8         | Das Messer           | Concealing Evidence             | 23. Nov. 2003        | 30. Apr. 2010                         | Bill D’Elia         | David E. Kelley & Lukas Reiter   |
| 155        | 9         | Zwischen die Augen   | Victims’ Rights                 | 30. Nov. 2003        | 7. Mai 2010                           | Jeannot Szwarc      | David E. Kelley & Peter Blake    |
| 156        | 10        | Drei Schüsse         | Equal Justice                   | 7. Dez. 2003         | 14. Mai 2010                          | Andy Wolk           | David E. Kelley                  |
| 157        | 11        | Der Weg ins Unrecht  | Police State                    | 11. Jan. 2004        | 21. Mai 2010                          | Andy Wolk           | David E. Kelley                  |
| 158        | 12        | Flammen der Rache    | Avenging Angels                 | 18. Jan. 2004        | 28. Mai 2010                          | Joseph Berger-Davis | David E. Kelley & Peter Blake    |
| 159        | 13        | Heimspiel            | Going Home (1)                  | 15. Feb. 2004        | 4. Juni 2010                          | Michael Zinberg     | David E. Kelley                  |
| 160        | 14        | Ein einfacher Mann   | Pre-trial Blues (2)             | 22. Feb. 2004        | 27. Juni 2011                         | Christina M. Musrey | David E. Kelley                  |
| 161        | 15        | Unsere kleine Stadt  | Mr. Shore Goes To Town (3)      | 7. März 2004         | 28. Juni 2011                         | Dennis Smith        | David E. Kelley                  |
| 162        | 16        | Die Entlassung       | In Good Conscience (1)          | 14. März 2004        | 29. Juni 2011                         | Kelli Williams      | David E. Kelley                  |
| 163        | 17        | Land der Freien      | War Of The Roses (2)            | 21. März 2004        | 30. Juni 2011                         | Joseph Berger-Davis | David E. Kelley                  |
| 164        | 18        | Der Fall Alan Shore  | The Case Against Alan Shore (3) | 28. März 2004        | 1. Juli 2011                          | Bill D’Elia         | David E. Kelley                  |
| 165        | 19        | Die Firma            | The Firm                        | 18. Apr. 2004        | 2. Juli 2011                          | Christina M. Musrey | David E. Kelley                  |
| 166        | 20        | Der Anfang vom Ende  | Comings And Goings              | 25. Apr. 2004        | 3. Juli 2011                          | Jeannot Szwarc      | David E. Kelley                  |
| 167        | 21        | Der neue Richter     | New Hoods On The Block          | 2. Mai 2004          | 4. Juli 2011                          | Bill D’Elia         | David E. Kelley & Frank Renzulli |
| 168        | 22        | Der Lauf der Welt    | Cheers (A.K.A. Adjourned)       | 16. Mai 2004         | 5. Juli 2011                          | Jeannot Szwarc      | David E. Kelley                  |